# Nancy A. Murray
Dra. Nancy A. Murray ( 1963 - ) es una botánica, y profesora estadounidense, y curadora del Herbario Jason Swallen. Realiza investigaciones en el "Departamento de Botánica y Microbiología", Universidad de Míchigan. Ha estudiado las especies africanas de Xylopia, un grupo pantropical de árboles con prometedoras acciones contra el cáncer y con propiedades antimalaria.

## Áreas de conocimiento
- Biodiversidad de plantas fanerógamas
- Sistemas de Mejoramiento de plantas y su Evolución

## Algunas publicaciones
- ------------, d.m. Johnson. 1999. Four new species of Polyalthia (Annonaceae) from Borneo and their relationship to Polyalthia insignis. Contr. Univ. Michigan Herb. 22: 95-104
- ------------, ------------. 1995. Synopsis of the tribe Bocageeae (Annonaceae) with revisions of the genera Bocagea, Cardiopetalum, Froesiodendron, Hornschuchia, Mkilua, and Trigynaea. Brittonia 47: 248-319
- ------------. 1993. Revision of Cymbopetalum and Porcelia (Annonaceae). Systematic Botany Monographs 40: 1-121

- La abreviatura «N.A.Murray» se emplea para indicar a Nancy A. Murray como autoridad en la descripción y clasificación científica de los vegetales.[2]